# 10884 Tsuboimasaki
10884 Tsuboimasaki è un asteroide della fascia principale. Scoperto nel 1996, presenta un'orbita caratterizzata da un semiasse maggiore pari a 2,6209289 UA e da un'eccentricità di 0,1210279, inclinata di 4,06470° rispetto all'eclittica.